# 小蠹亞科
小蠹亚科（Scolytinae），俗稱樹皮甲蟲、小蠹，原屬小蠹科（Scolytidae），現是象鼻虫科下的一個亞科，包含247屬約六千種昆蟲。

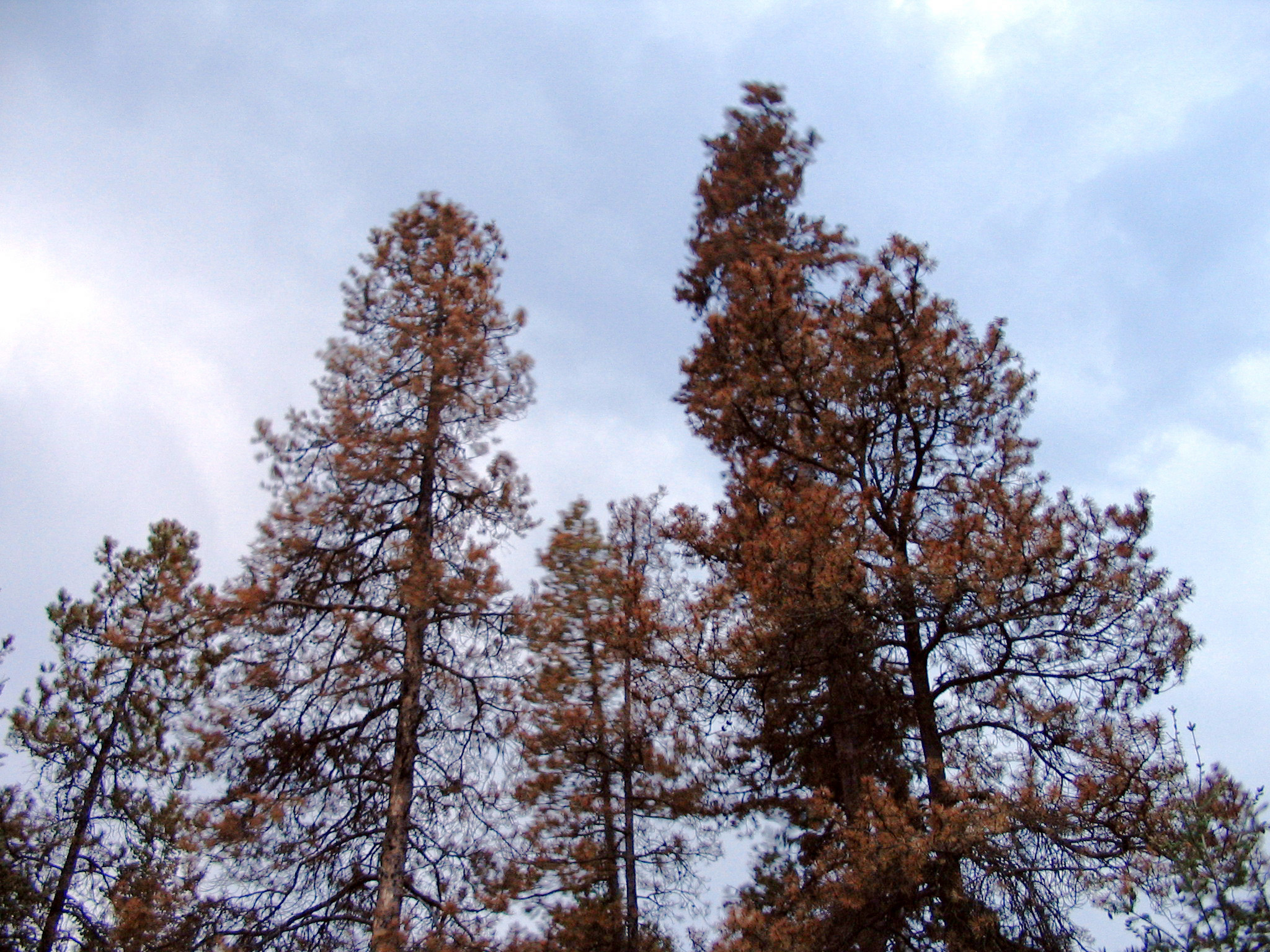
遭山松甲蟲侵害的美國黑松

樹皮甲蟲在樹木的內皮中繁殖，一些樹皮甲蟲，如山松甲蟲會啃食完好的樹木導致其死亡，但大多數樹皮甲蟲只是寄生在將死或死去的樹中。

## 外部連接
- American and Mexican Bark and Ambrosia beetles （页面存档备份，存于）